# 平脉柃
平脉柃（学名：Eurya cavinervis f. laevis）为山茶科柃木属云南凹脉柃下的一个变型。

## 扩展阅读
- 維基物種上的相關：平脉柃